# Saint-Germain-lès-Arlay
Saint-Germain-lès-Arlay is een plaats en voormalige gemeente in het Franse departement Jura in de regio Bourgogne-Franche-Comté en telt 529 inwoners (2008).
De plaats maakt deel uit van het arrondissement Lons-le-Saunier en sinds 1 januari 2016 van de gemeente Arlay.

## Geografie
De oppervlakte van Saint-Germain-lès-Arlay bedraagt 6,1 km², de bevolkingsdichtheid is 86,7 inwoners per km².
De onderstaande kaart toont de ligging van Saint-Germain-lès-Arlay met de belangrijkste infrastructuur en aangrenzende gemeenten.

## Demografie
Onderstaande figuur toont het verloop van het inwonertal.